# Sabellinae
De Sabellinae vormen een onderfamilie van borstelwormen uit de familie van de Sabellidae. De wetenschappelijke naam van de onderfamilie is voor het eerst geldig gepubliceerd in 1919 door Chamberlin.

## Geslachten
- Amphicorina Quatrefages, 1850
- Amphiglena Claparède, 1864
- Anamobaea Krøyer, 1856
- Aracia Nogueira, Fitzhugh & Rossi, 2010
- Bispira Krøyer, 1856
- Branchiomma Kölliker, 1858
- Chone (geslacht) Krøyer, 1856
- Claviramus Fitzhugh, 2002
- Clymeneis Rathke, 1843
- Desdemona (geslacht) Banse, 1957
- Dialychone Claparède, 1870
- Euchone Malmgren, 1866
- Eudistylia Bush, 1905
- Euratella Chamberlin, 1919
- Fabrisabella Hartman, 1969
- Glomerula Nielsen, 1931
- Hypsicomus Grube, 1870
- Jasmineira Langerhans, 1880
- Laonome Malmgren, 1866
- Megalomma (borstelwormen) Johansson, 1926
- Myxicola Koch in Renier, 1847
- Notaulax Tauber, 1879
- Oriopsis Caullery & Mesnil, 1896
- Panoumethus Fitzhugh, 2002
- Panousea Rullier & Amoureux, 1970
- Paradialychone Tovar-Hernández, 2008
- Parasabella Bush, 1905
- Perkinsiana Knight-Jones, 1983
- Potamethus Chamberlin, 1919
- Potamilla Malmgren, 1866
- Potaspina Hartman, 1969
- Pseudobranchiomma Jones, 1962
- Pseudopotamilla Bush, 1905
- Sabella (geslacht) Linnaeus, 1767
- Sabellastarte Krøyer, 1856
- Sabellomma Nogueira, Fitzhugh & Rossi, 2010
- Sabellonga Hartman, 1969
- Schizobranchia Bush, 1905
- Stylomma Knight-Jones, 1997
- Terebrasabella Fitzhugh & Rouse, 1999